# Resurrection Man
Resurrection Man (dt. etwa „Wiederauferstehungs-Mann“) ist der Titel zweier Comicserien die der US-amerikanische Verlag DC Comics veröffentlichte.
Die Resurrection-Man-Serien vereinen Elemente des Horror- und Elemente des Mysterycomics. Die Macher beider Serien waren die Autoren Andy Lanning und Dan Abnett sowie diverse Zeichner, wie bspw. Jackson Guice.

## Handlung und Hauptfigur
Der Titelheld von Resurrection Man ist Mitchell „Mitch“ Shelley, ein aus der Kleinstadt Viceroy in Südkarolina stammender Anwalt. Im Verlaufe der Serie – die in medias res beginnt und die Vergangenheit der Hauptfigur nach und nach in der Form von Rückblenden aufrollt – erfährt man, wie Shelley von einer obskuren Organisation, die sich nur the Lab nennt, entführt wurde und zahllose mikroskopisch kleine, als Tektites bezeichnete Roboter in seinen Körper eingepflanzt bekam: Diese verleihen Shelley eine bizarre Gabe: Er ist fortan unsterblich – kann aber getötet werden. Praktisch verhält sich das so, dass er jedes Mal, wenn er getötet wird, von den Tektites unter Anwendung von deren futuristischer Technologie binnen Sekunden ins Leben zurückgeholt wird, indem diese die körperlichen Schäden, die er erlitten hat, beheben, seinen Körper von innen wieder „zusammenflicken“ und reanimieren. Weiterhin erhält er nach jeder Rückkehr ins Leben eine neue Superkraft, die in irgendeiner Beziehung zur Art seines letzten Todes steht. Auch Altern kann Shelley nicht, da die Tektites seinen Stoffwechsel derart regulieren/manipulieren, dass sein Organismus ewig jung bleibt.
Nachdem Shelley the Lab entkommen ist, leidet er zunächst an Gedächtnisschwund, was seine ohnehin verwirrende neue Lebenssituation noch weiter verkompliziert: So muss er nicht nur versuchen, den Sinn der seiner eigentümlichen Existenz zugrunde liegt auszumachen, sondern muss er zunächst sogar die Vergangenheit, die er bereits hinter sich hat, „wiederfinden“. Dementsprechend handeln die ersten Ausgaben der Serie davon, wie sich Shelley – der als zielloser Wanderer durch die Vereinigten Staaten schweift – nach und nach an seine Vergangenheit, seine Entführung, das Experiment von the Lab und die Umstände seiner Flucht erinnert. Nachdem dieses erste Thema der Serie abgeschlossen wurde, beginnt Shelley in den späteren Ausgaben von Resurrection Man, sich auf die Suche nach seinem Schicksal zu machen und die tieferen, wahren Gründe seiner Verwandlung zu erkennen, hinter der tatsächlich „höhere Kräfte“ stecken, deren Walten sich in metaphysischen Dimensionen abspielt.
Im Verlauf der Serie bekommt Shelley es des Weiteren mit den Body Doubles, zwei ebenso wohlproportionierten wie gewalttätigen jungen Frauen zu tun, die ihm im Auftrag von the Lab nach dem Leben trachten und verschiedentlich – ohne Ergebnis – töten, bevor er schließlich auf den unsterblichen Steinzeitmenschen Vandal Savage trifft, seinen ewigen Widersacher, mit dem ihm eine jahrtausendealte Fehde verbindet, deren Ursprünge vor der Einstellung der Serie allerdings nicht mehr völlig geklärt werden konnten.
Im Laufe der Serie trifft Shelley zudem auf verschiedene andere Figuren aus dem Repertoire des DC-Verlages, dem die Rechte an Resurrection Man gehören, so den scheinbar allwissenden Phantom Stranger, den Profikiller Tommy Monaghan (Hitman) sowie die Superhelden Batman, Superman und Wonder Woman.

## Entstehung
Die Idee zu Resurrection Man kam Dan Abnett und Andy Lanning während sie für Marvel Comics arbeiteten. Dabei spielten sie mit dem Gedanken die Gruppierung Great Lakes Avengers wieder einzuführen, zu der die Figur des Mister Immortal gehört, dessen Fähigkeit es ist nicht sterben zu können. Hieraus entwickelten sie das Konzept einer Figur, die nach jedem Tod und darauf folgender Wiederauferstehung eine neue Superkraft erhält.

## Veröffentlichungen
Die erste Resurrection-Man-Ausgabe erschien im Mai 1997. Bis zum August 1999 erschienen insgesamt 27 reguläre Ausgaben sowie eine spezielle 1,000,000-Ausgabe.
Vom November 2011 bis November 2012 erschien eine weitere Resurrection-Man-Serie, die insgesamt 13 Ausgaben umfasste. Autoren waren erneut Abnett und Lanning, zu den Zeichnern zählten diesmal u. a. Fernando Dagnino und Javier Pina.
Jeweils eine Ausgabe aus beiden Serien wurde auch auf Deutsch veröffentlicht. Die zum Crossover One Million gehörende Ausgabe 1,000,000 der ersten Serie erschien in der sechsten Ausgabe der Reihe JLA Special im Dino Verlag. Der Sammelband Suicide Squad: Bis zur letzten Kugel, erschienen 2016 bei Panini Comics, enthält u. a. #9 der zweiten Resurrection-Man-Serie.